# Hell of a Collection
Hell of a Collection – wydana w 2001 roku składanka fińskiego zespołu The Rasmus.

## Lista utworów
1. "F-F-F-Falling" - 3:52 (later released on Into)
2. "Chill" - 4:13 (later released on Into)
3. "Liquid" - 4:17 (from the album Hell of a Tester)
4. "Every Day" - 3:18 (from the album Hell of a Tester)
5. "City of the Dead" - 3:22 (from the album Hell of a Tester)
6. "Help Me Sing" - 3:24 (from the album Hell of a Tester)
7. "Playboys" - 2:57 (from the album Playboys)
8. "Blue" - 3:14 (from the album Playboys)
9. "Ice" - 2:45 (from the album Playboys)
10. "Sophia" - 2:42 (from the album Playboys)
11. "Wicked Moments" - 2:56 (from the album Playboys)
12. "Ghostbusters" (Ray Parker Jr.) - 3:35 (from the album Peep)
13. "Funky Jam" - 2:11 (from the album Peep)
14. "Myself" - 3:53 (from the album Peep)
15. "P.S." - 2:56 (from the album Peep)
16. "Rakkauslaulu" - 3:35 (from the single 1st)
17. "Life 705" (Version '99) - 5:42 (from the single Swimming with the Kids)
18. "Liquid" (Demo) - 3:11